# Pass It Around
 Pass It Around – debiutancki studyjny album brytyjskiego zespołu pop rockowego Smokie, który ukazał się w Wielkiej Brytanii 14 lutego 1975 nakładem wytwórni RAK Records pod numerem SRAK 510. Album sygnowany był nazwą zespołu według pierwotnej pisowni Smokey.
Zawiera jedenaście oryginalnych utworów grupy i dwa spółki autorskiej Nicky Chinn / Mike Chapman. Na pilotażowy singiel płyty wybrano utwór "Pass It Around" (RAK 192) wydany 21 marca 1975 roku. Nie odniósł on jednak sukcesu w rozgłośni BBC Radio 1, gdyż kontrolerzy play listy posądzili tekst piosenki o dwuznaczność w odniesieniu do palenia marihuany.
W celu promowania płyty zespół rozpoczął 24 kwietnia 1975 roku intensywną trasę koncertową po Wielkiej Brytanii jako support zespołu Pilot. Pomimo działań promocyjnych, ani album, ani singiel nie odniosły sukcesu w Wielkiej Brytanii.

## Lista utworów
| #  | Tytuł                          | Autorzy                                  | Czas |
| -- | ------------------------------ | ---------------------------------------- | ---- |
| A1 | "Pass It Around"               | Nicky Chinn, Mike Chapman                | 3:07 |
| A2 | "Daydreamin’"                  | Chris Norman, Pete Spencer, Terry Uttley | 2:17 |
| A3 | "Oh Well, Oh Wel"              | Norman, Spencer                          | 3:17 |
| A4 | "My Woman"                     | Norman, Spencer                          | 3:22 |
| A5 | "It Makes Me Money"            | Norman, Spencer                          | 2:57 |
| A6 | "Headspin"                     | Norman, Spencer                          | 3:32 |
| A7 | "Goin' Tomorrow"               | Norman, Spencer                          | 3:43 |
| B1 | "I Do Declare"                 | Chinn, Chapman                           | 3:46 |
| B2 | "Don't Turn Out Your Light"    | Norman, Spencer                          | 4:01 |
| B3 | "Will You Love Me"             | Norman, Silson, Uttley, Spencer          | 3:44 |
| B4 | "A Day at the Mother-in-Law's" | Silson                                   | 2:51 |
| B5 | "The Coldest Night"            | Silson                                   | 4:15 |
| B6 | "Shy Guy"                      | Silson                                   | 3:25 |

## Skład muzyków na płycie
- Chris Norman – śpiew, gitara
- Terry Uttley – gitara basowa, chórki
- Pete Spencer – perkusja, śpiew
- Alan Silson – gitara prowadząca, chórki, śpiew na „A Day at the Mother-in-Law's”